# 羅斯山 (里塞費納山脈)
46°56′05″N 12°10′46″E / 46.93464°N 12.17937°E

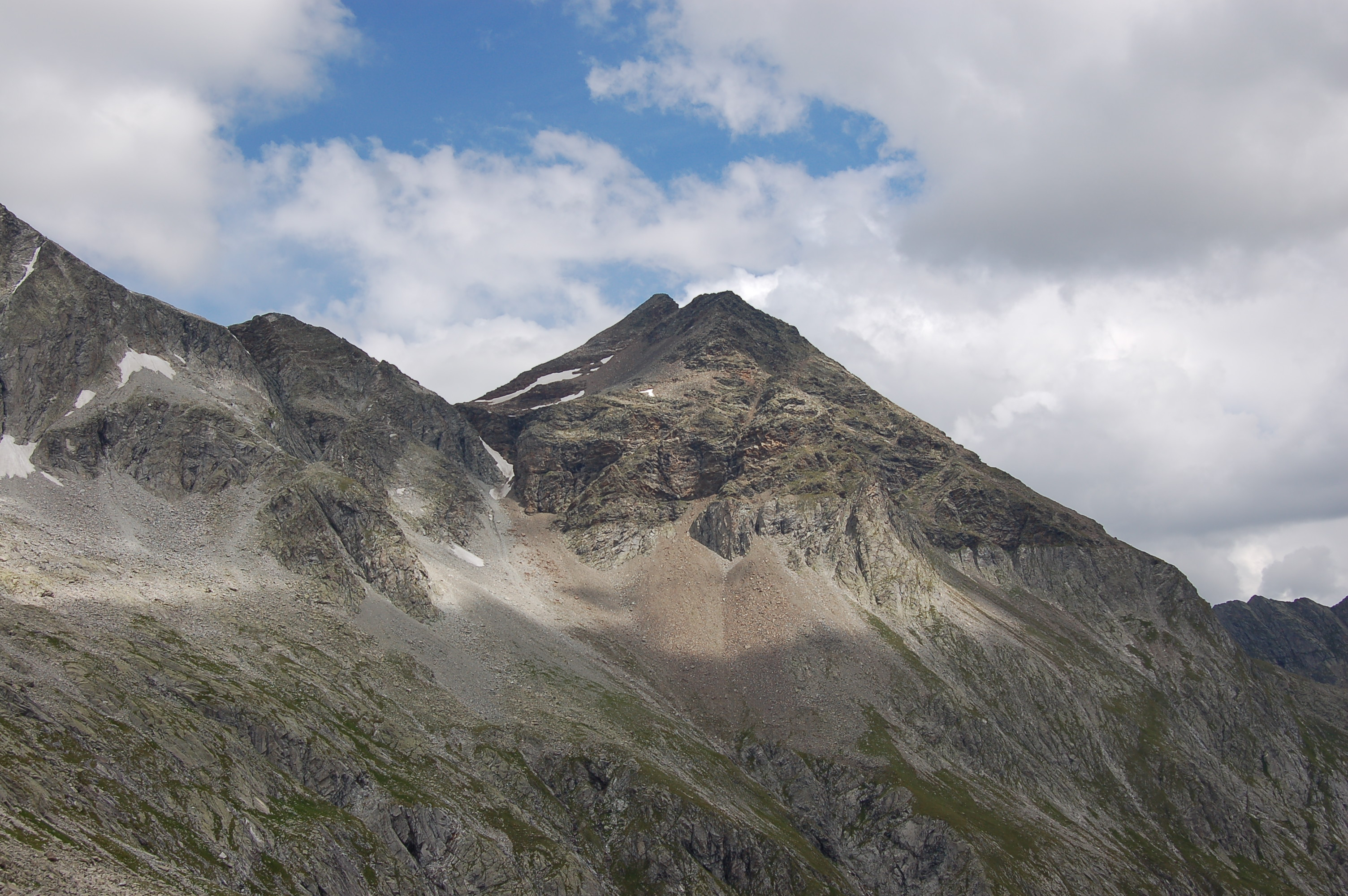

羅斯山（德語：Rosshorn），是奧地利的山峰，位於該國西部，由蒂羅爾州負責管轄，屬於里塞費納山脈的一部分，距離芬訥埃格山0.7公里，海拔高度3,068米。